# Bibliothèque Casanatense
La bibliothèque Casanatense est une bibliothèque fondée en 1701 près du couvent dominicain attenant à l'église Sainte-Marie sur la Minerve à Rome.

## Histoire

### Une bibliothèque publique fondée par les dominicains
Fondée en 1701 par les pères dominicains en tant qu'institution d'utilité publique suivant la volonté du cardinal Girolamo Casanate (1620–1700), la bibliothèque eut comme noyau le legs de la collection de cet homme d'église, formée de plus de 25 000 volumes et assortie d'un fonds de dotation de 80 000 scudi pour l'administration de la fiducie et l'acquisition de nouveaux livres.
Par les acquisitions suivantes, la bibliothèque s'enrichit non seulement d'œuvres concernant les matières religieuses et théologiques traditionnelles, mais aussi d'études portant sur le droit romain, l'économie et la ville de Rome.
La bibliothèque fut parmi les plus importantes de Rome. Elle eut entre autres pour directeur, Giovanni Battista Audiffredi (1714–1794). 

### Nationalisation de la bibliothèque en 1872
Après 1872, la loi de liquidation des biens ecclésiastiques s'appliquant aussi à Rome, la bibliothèque fut déclarée propriété nationale, mais les dominicains continuèrent d'en assurer la direction jusqu'en 1884, date où ils perdirent les poursuites judiciaires intentées contre l'État italien. Après avoir été administrée par le ministère de l'Instruction publique, la bibliothèque est maintenant un institut « périphérique » du ministère pour les Biens et les Activités culturels.

## Bâtiment
Le bâtiment qui abrite la bibliothèque fut construit à cet effet à l'intérieur du complexe de Minerve suivant les plans de l'architecte Antonio Maria Borioni.

## Patrimoine
À l'heure actuelle, la collection de la bibliothèque comprend environ 400 000 volumes, 6 000 manuscrits et 2 200 incunables.

## Galerie d'images

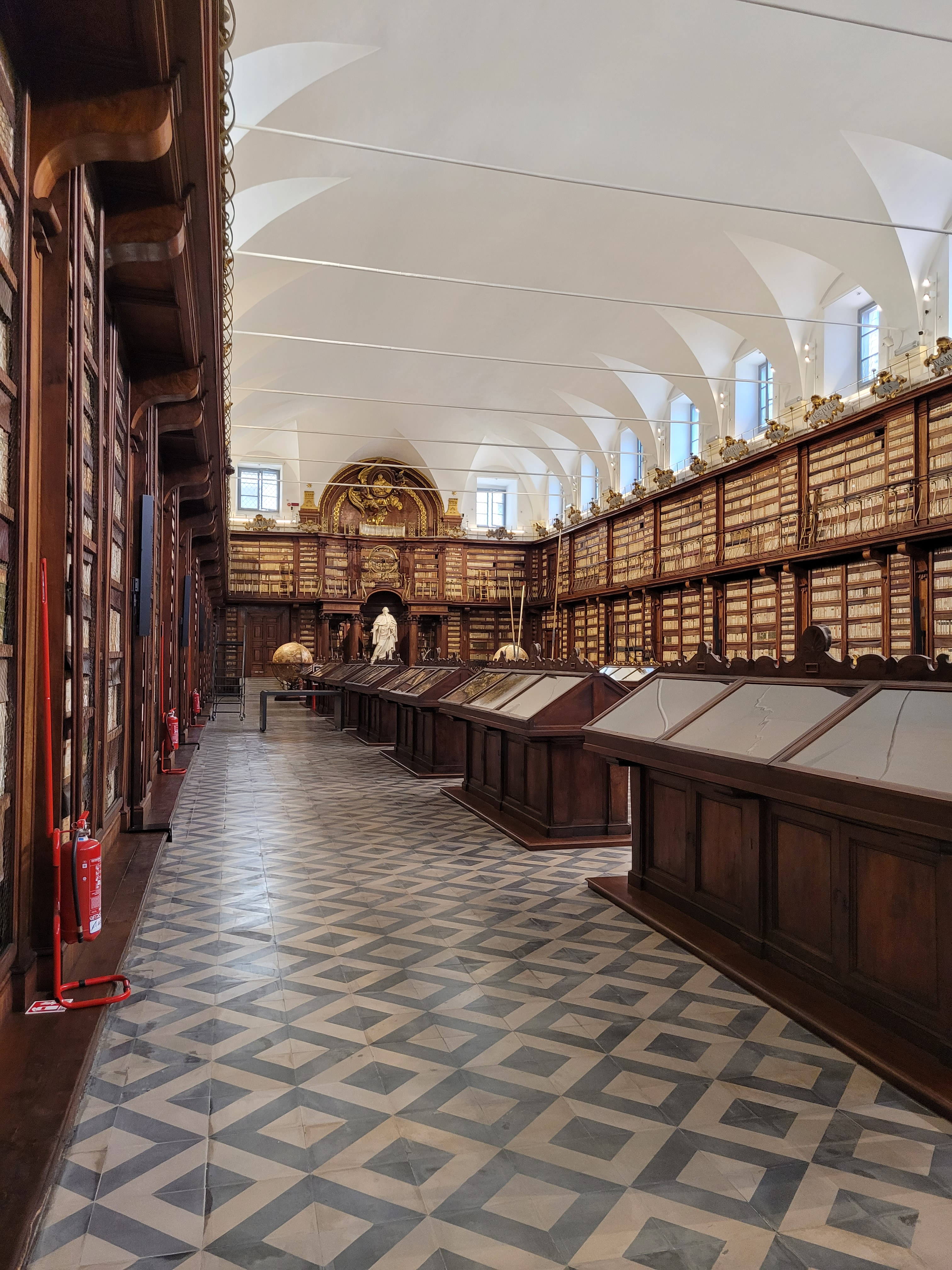
Grande salle monumentale
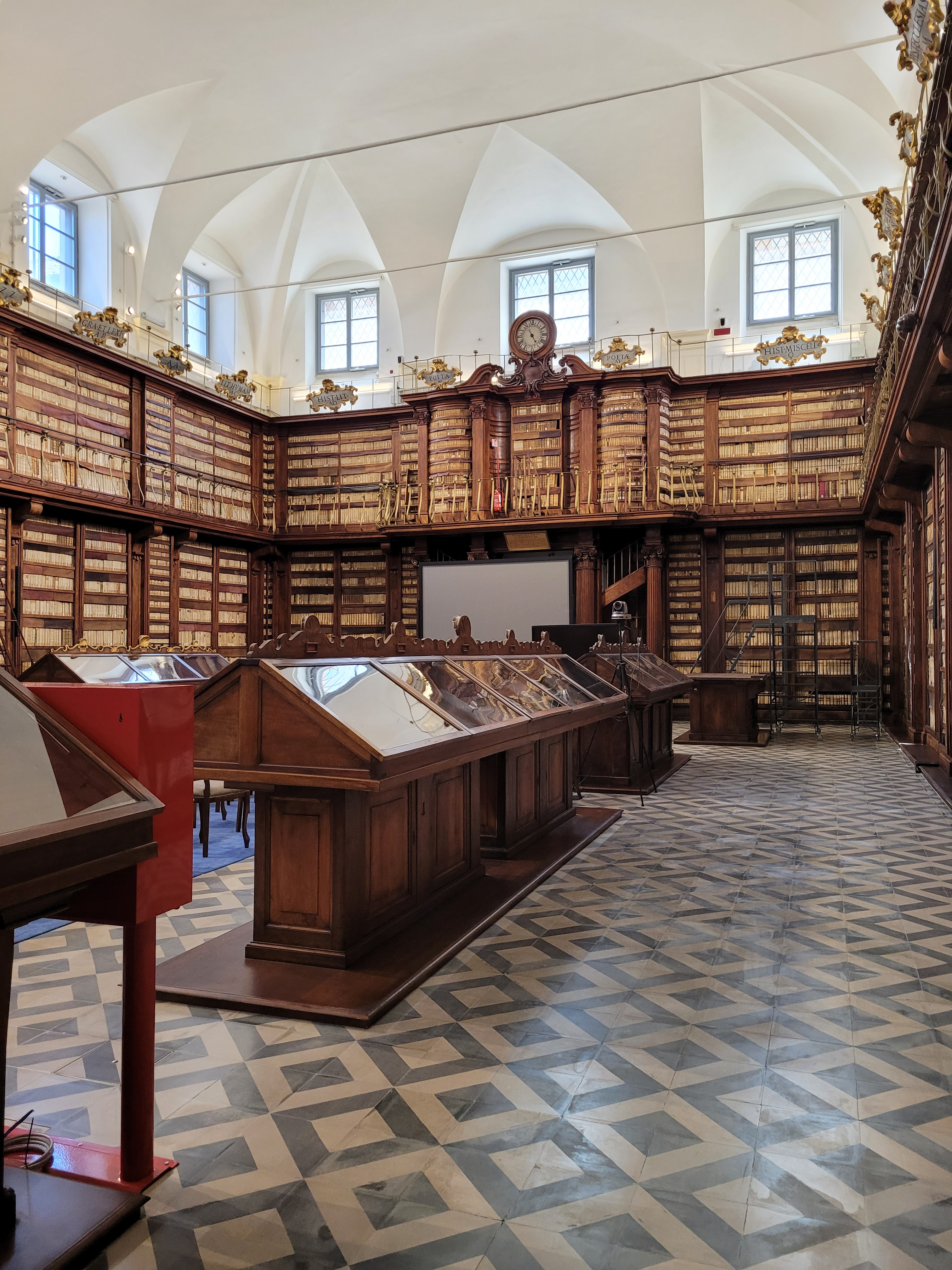
Grande salle monumentale
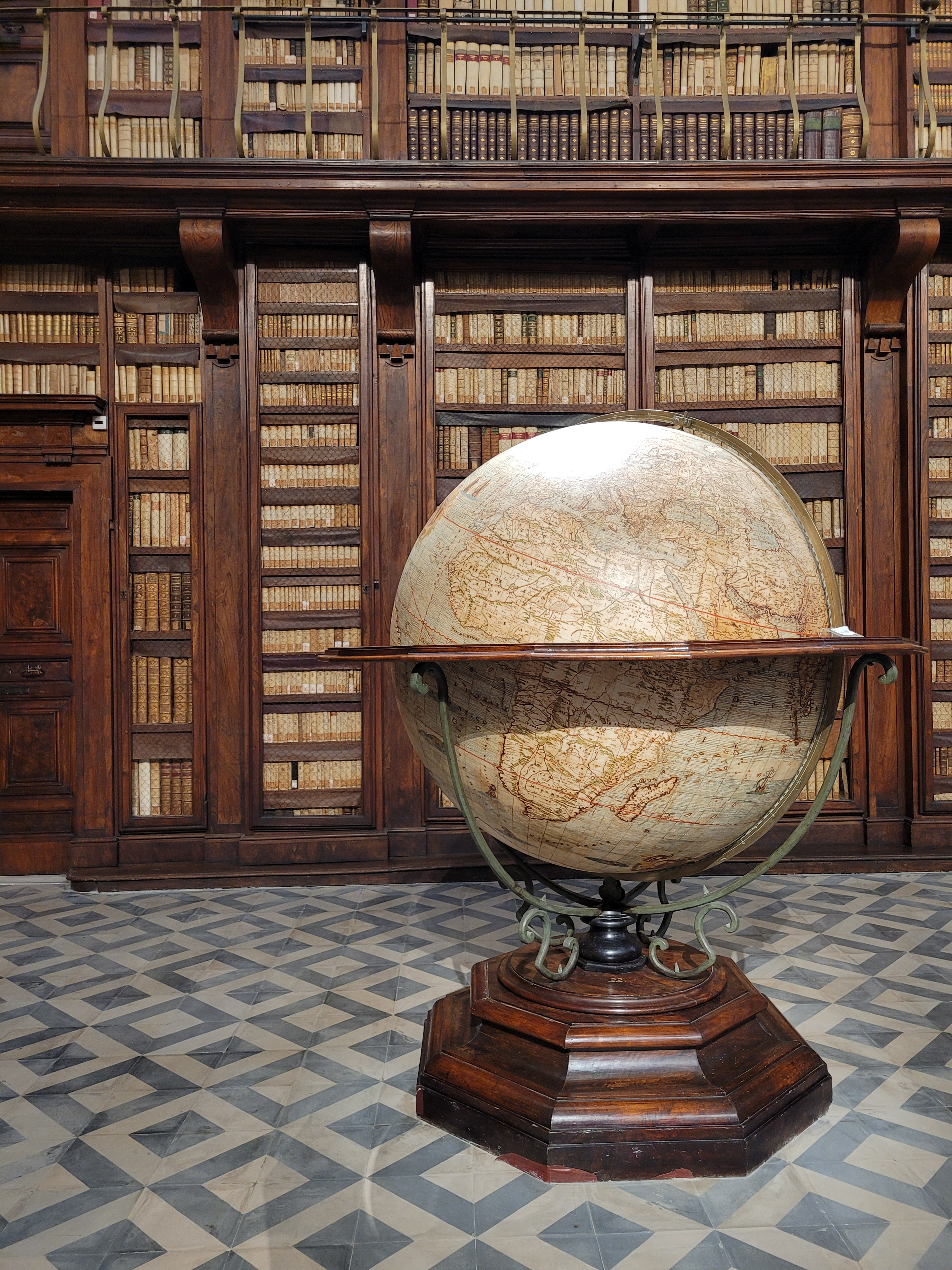
Globe terrestre
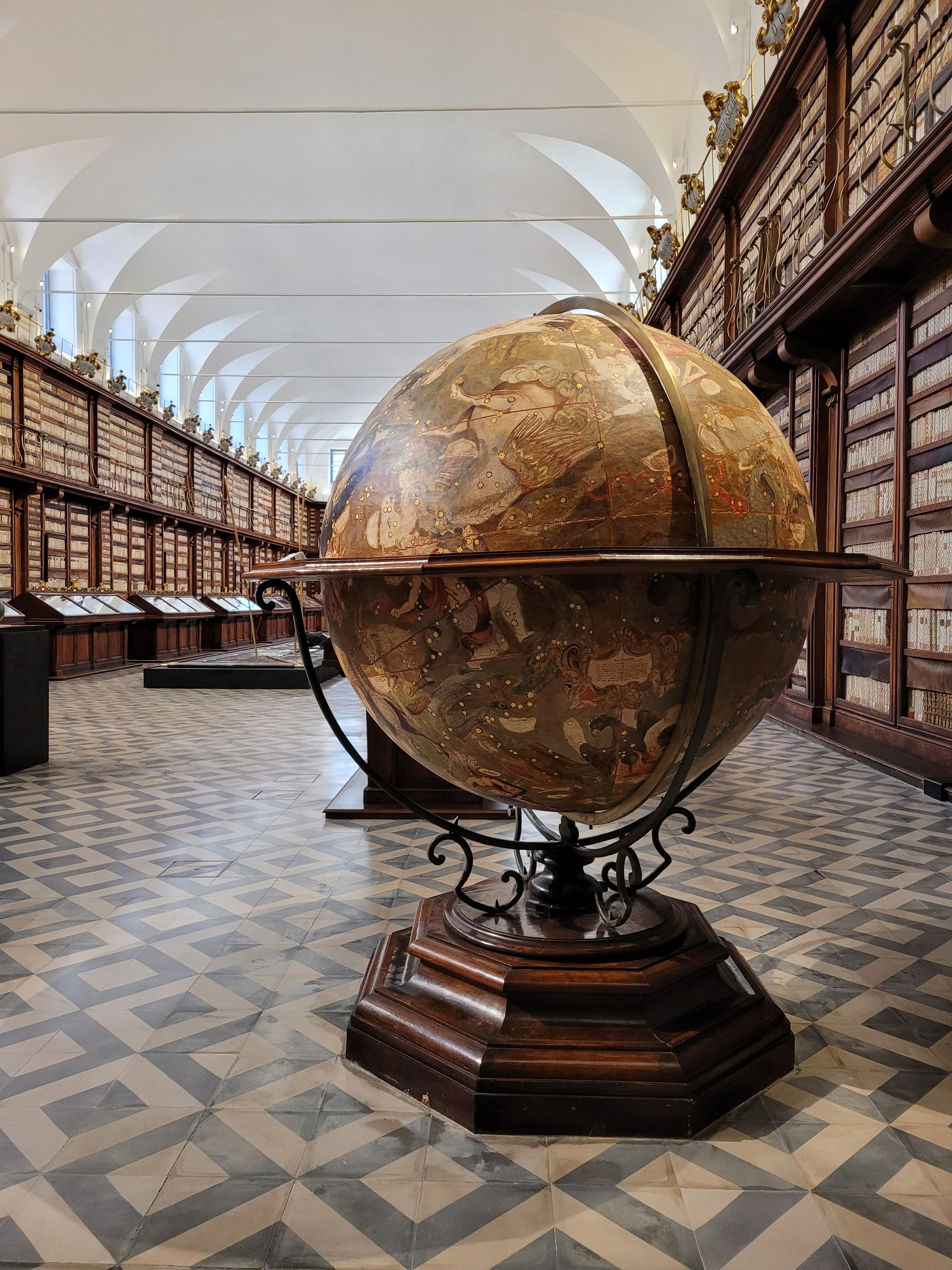
Globe céleste
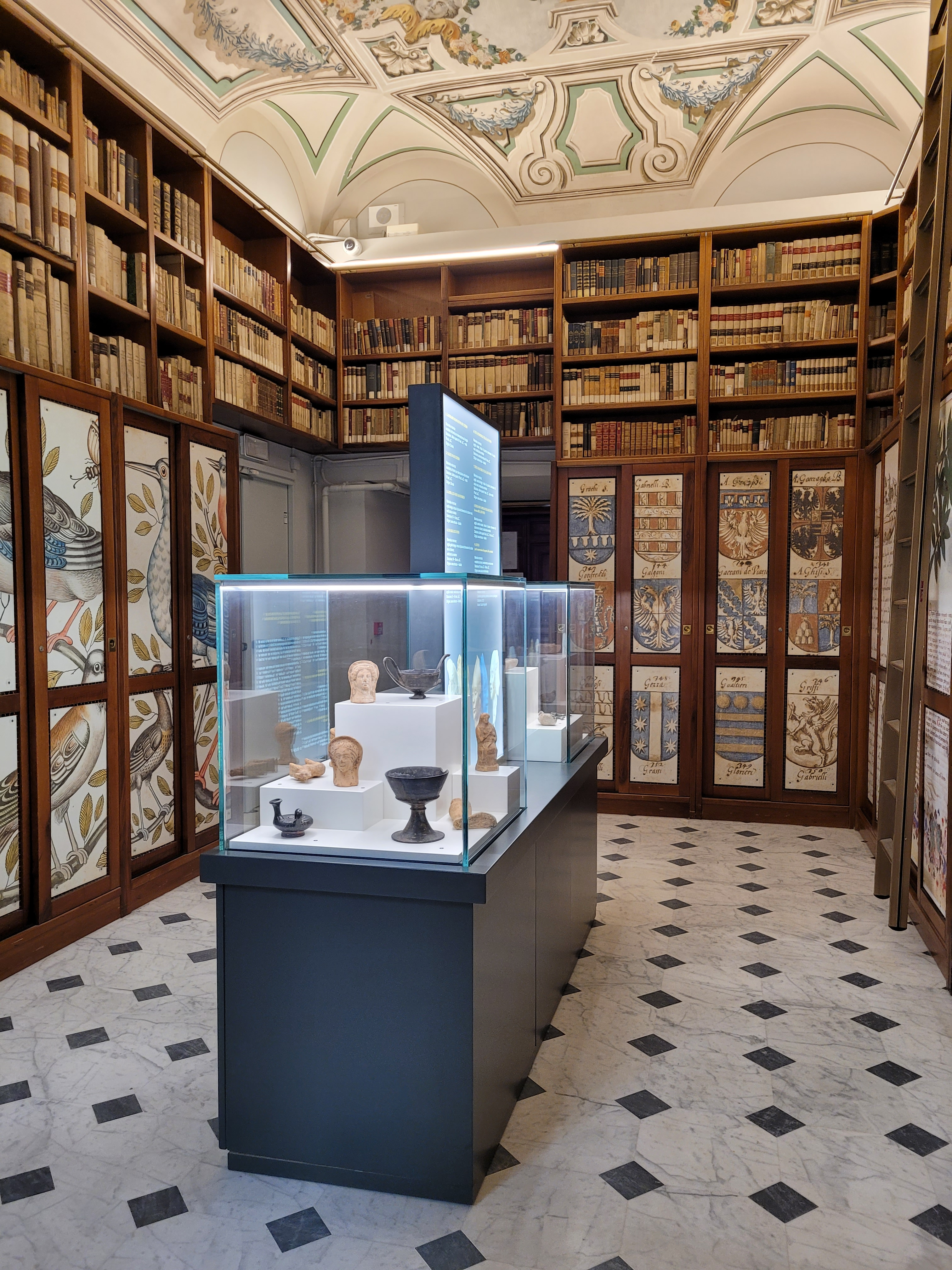
Petite salle attenante à la salle de lecture
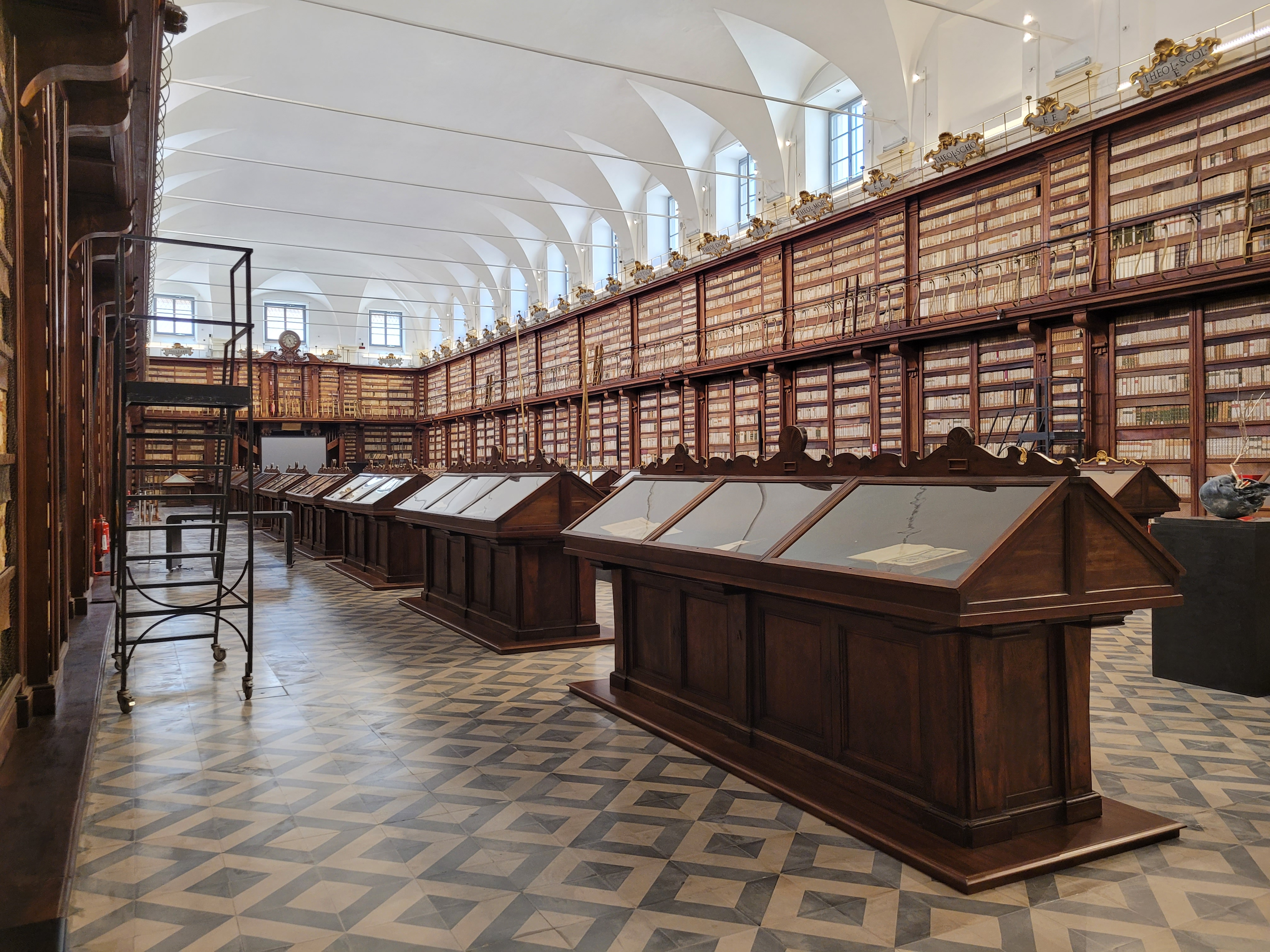
Grande salle monumentale
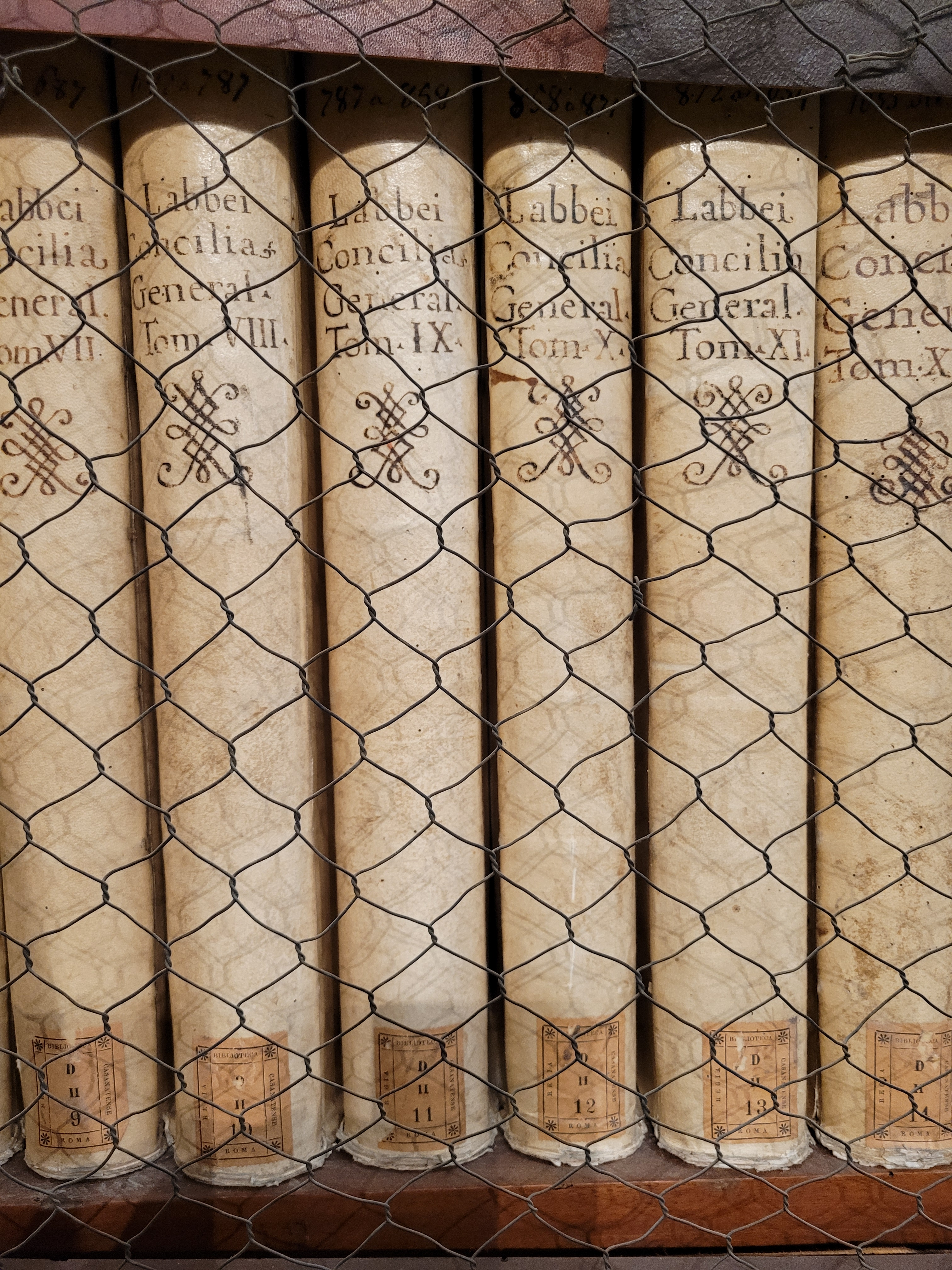
Ouvrages exposés dans la grande salle monumentale